# سقوط (فیلم ۲۰۰۶)
سقوط (انگلیسی: The Fall) فیلمی آمریکایی در سبک فانتزی است که در سال ۲۰۰۶ منتشر شد. از بازیگران آن می‌توان به لی پیس اشاره کرد.
داستان فیلم در مورد مرد جوانی می‌باشد که بازیگر بدل کار است و در سر سودای شهرت دارد.اما در حین فیلم برداری صحنه‌های یک فیلم از قطار پرت می‌شود و توانایی حرکت خود را از دست می‌دهد.
مرد جوان در حالی چشم در بیمارستان می گشاید که با دنیایی غریبی از تصورات خود روبرو می گردد زیرا که او شغل،توانایی حرکت و همچنین نامزد محبوبش را از دست داده است و با دنیایی از نا امیدی مواجه می‌شود.
اما اصل داستان زمانی شروع می‌شود که او با دختری اشنا می گردد که در تخت کناری او در بیمارستان بستری هست.
مرد جوان شروع به گفتن قصه ناامیدوارکننده و دردناک برای دخترک می‌کند و دخترک ان داستان را مسخره می نامند و مرد جوان سعی بر شروع داستان دیگر می‌کند و در هر داستان او در عالم خیال خود نقش اول داستان را دارد و...